# ملا ممد جان (فیلم)
ملا ممد جان فیلمی به کارگردانی و نویسندگی جمشید شیبانی محصول سال ۱۳۵۰ است.

## بازیگران
- منوچهر وثوق
- پوری بنایی
- هایک
- طاهره غفاری
- ابراهیم نادری
- صمد شیرازی
- اکبر خواجوی
- محمود تهرانی
- محسن آراسته
- پرویز منفرد
- رفیع مددکار
- محمد فرزین
- احمدزاده